# Rebecca Ferguson (sångare)
Rebecca Caroline Ferguson, född 21 juli 1986 i Liverpool, är en brittisk singer-songwriter. Hon kom på andra plats i sångprogrammet The X Factor 2010.